# 小行星12104
小行星12104（12104 Chesley）是一颗绕太阳运转的小行星，为主小行星带小行星。该小行星于1998年5月22日发现。

## 轨道参数
小行星12104的轨道半长轴为3.0123426 UA，离心率为0.018。